# Boben, Hrastnik
Boben este o localitate din comuna Hrastnik, Slovenia, cu o populație de 164 de locuitori.